# Los viajes del viento
Los viajes del viento es una película colombiana escrita y dirigida por Ciro Guerra, protagonizada por Marciano Martínez y Yull Núñez, y producida por Ciudad Lunar Producciones de Argentina, RCN Cine de Colombia y CinemArt de la República Checa. Fue estrenada el 30 de abril de 2009 en Colombia en el marco del Festival Vallenato en Valledupar. Fue aclamada por los críticos y ganó cuatro Premios Macondo, entregados por la Academia Colombiana de Artes y Ciencias Cinematográficas, incluyendo el de Mejor Película. 

## Trama
Durante la mayor parte de su vida, Ignacio Carrillo (Marciano Martínez) un juglar Vallenato viajó a los pueblos del norte de Colombia, tocando canciones tradicionales de su acordeón, un instrumento que según la leyenda fue ganado en un duelo musical con el diablo. Con el tiempo se casó y se instaló en el pueblo de Majagual, dejando a la vida nómada atrás. Pero después de la súbita muerte de su esposa, decide no volver a tocar acordeón maldito nunca más y se embarca en un último viaje para devolver el instrumento a su legítimo propietario, convencido de que no podrá encontrar la paz hasta que lo haya hecho.
Su viaje comienza un Miércoles de Ceniza a lomo de burro, pronto Ignacio se da cuenta de que está siendo seguido por Fermín (Yull Núñez), un adolescente de aventurero que ha decidido convertirse en su aprendiz. Cansado de la soledad, Ignacio acepta al joven como compañero de viaje y juntos atraviesan el vasto terreno del Caribe Colombiano, el descubrimiento de la diversidad musical de la cultura Caribe. Endurecido por una vida de soledad, Ignacio intenta desalentar a Fermín de seguir sus pasos, pero el destino tiene otros planes para ellos. Juntos emprenden el recorrido desde Majagual, Sucre (Colombia) , hasta más allá del Desierto de la Guajira. Durante su viaje, Carrillo participa en la primera versión del Festival de la Leyenda Vallenata en Valledupar.

## Reparto
- Marciano Martínez como Ignacio Carrillo.
- Yull Núñez como Fermín Morales.
- Agustín Nieves como Ninz.
- Carmen Molina	como Tendera.
- Erminia Martínez como Mujer Guajira.
- Justo Valdez como Batata.
- José Luis Torres como Meyo.

## Producción
Guerra tuvo la idea de hacer la película tras una reunión de introducción para estudiantes cuando Guerra empezó a estudiar cine en la Universidad Nacional de Colombia. En una reunión de estudiantes, mayormente andinos, "se paró un muchacho y empezó a decir: Me llamo Tal, tengo tantos años y odio el vallenato. Y la gente lo aplaudió". Decidió entonces demostrar que el vallenato es más que "música comercial que se escucha en los buses de las ciudades y que genera prevención en las personas".
Guerra ve el vallenato como un componente cultural importante señalando "Si existen el imaginario norteamericano del western y el imaginario chino del género fantástico de artes marciales, aquí hay uno muy rico en el vallenato".
Los protagonistas de la película no tenían experiencia como actores antes de la producción, por lo que recibieron un año de preparación para la realización de la película. De acuerdo a Guerra fue fácil conseguir gente dispuesta a participar en la producción, con la excepción de los arahuacos de la Sierra Nevada de Santa Marta, que eran una comunidad más reservada por lo que hizo falta un esfuerzo de un año para persuadirlos.
La producción fue estrenada el 30 de abril de 2009 en el marco de Festival de la Leyenda Vallenata.

## Críticas
La película recibió críticas mayoritariamente positivas. Justin Chang de Variety dio una reseña aprobatoria de la película. Resumió su crítica diciendo: «La majestad escarpada del paisaje colombiano forma un telón de fondo panorámico espectacular para un cuento simple y agridulce de arrepentimiento y compañía en Los viajes del viento.» David Sterritt de TCM escribió: «Los elogios extremadamente alos son gracias a la cinematografía de color panorámica de Paulo Andrés Pérez, que captura una amplia gama de lugares ... en imágenes llenas de ambiente». También elogió la música de Iván Ocampo, diciendo que su «... la banda sonora original es también crucial para La eficacia de la película».
Como señaló Ana Cecilia Calle en su reseña para Austin Film Society, la película hace referencias a la legendaria figura de Francisco el Hombre, de quien se dice que derrotó al diablo en un duelo musical, también escribió: «La película destaca la manera en que la música conectó a la gente y los territorios en el norte del país a finales de la década de 1960 ... La búsqueda de la película de devolver el acordeón es un homenaje a esas comunidades...»Al igual que otros, elogió la cinematografía diciendo: «La cuidadosa cinematografía de Guerra ofrece tanto un plato tentador como un desafío para el público: tomas panorámicas, largos silencios, diálogos cortos, sonido nítido y amplio. Estos elementos nos permiten perdernos en una experiencia sensorial que también puede cuestionar nuestras ideas cinematográficas tradicionales sobre el tiempo».

## Premios
La película fue seleccionada en el Festival de Cannes de 2009 para competir en la categoría: Un certain regard (Una cierta mirada). Allí ganó el Premio de la Ciudad de Roma.
La película también ganó los premios de Mejor Película Colombiana y Mejor Director en el Festival de Cine de Bogotá 2009 y Mejor Película Colombiana y Mejor Director en el Festival de Cine de Cartagena 2010. La película ganó el premio a la Mejor Película en Español en el Festival Internacional de cine de Santa Bárbara 2010.
En 2010 ganó, además, cuatro galardones en la primera edición de los Premios Macondo, entregados por la Academia Colombiana de Artes y Ciencias Cinematográficas, incluyendo el de Mejor Película y Mejor Director. 